# Theodor Hoppe (Architekt)
Theodor Hoppe (* 4. November 1831 in Wien; † 22. Jänner 1897 ebenda) war ein österreichischer Architekt.
Hoppe besuchte die Technische Hochschule Wien und die Akademie der bildenden Künste Wien. Er wurde 1875 landesgerichtlich beeideter Sachverständiger des Baufaches und war als Baumeister ab 1860 für die Errichtung zahlreicher Wiener Palais, Wohn- und Zinshäuser, Werkstätten und Fabriken verantwortlich. Er wirkte zudem von 1867 bis 1887 als Vorsteher der Baumeister-Genossenschaft und war ab 1871 Schiedsrichter im Ingenieur- und Architekturverein. 1889 wurde er zum k.k. Baurat ernannt.
Hoppe war der Sohn des Baumeisters Anton Hoppe und der Vater der Architekten Paul und Emil Hoppe.